# 스타바트 마테르

스타바트 마테르(라틴어: Stabat Mater, 슬픔의 성모) 또는 스타바트 마테르 돌로로사(라틴어: Stabat Mater Dolorosa, 성모가 슬픔에 차 서있다)는 십자가에 못박히는 예수를 바라보는 성모 마리아의 슬픔을 노래 한 중세 시대의 시이다.
창작자는 알려지지 않았으나 교황 인노첸시오 3세, 프란치스코회 수도사 라코포네 다 토디, 요하네스 보나벤투라등으로 추정되기도 한다.